# 高知県第3区
高知県第3区（こうちけんだい3く）は、日本の衆議院における選挙区。1994年の公職選挙法改正で設置。2013年に廃止された。

## 区域
2013年（平成25年）公職選挙法改正により廃止され、2区の一部となる。

### 2002年から2013年までの区域
2002年（平成14年）公職選挙法改正から2013年の小選挙区改定までの区域は以下のとおりである。2002年の区割り変更により吾川郡伊野町・吾北村が2区から本区へ移行。
- 土佐市
- 須崎市
- 中村市
- 宿毛市
- 土佐清水市
- 吾川郡
  - 伊野町
  - 池川町
  - 吾川村
  - 吾北村
- 高岡郡
- 幡多郡

### 2002年以前の区域
1994年（平成6年）公職選挙法改正から2002年の小選挙区改定までの区域は以下のとおりである。
- 土佐市
- 須崎市
- 中村市
- 宿毛市
- 土佐清水市
- 吾川郡
  - 池川町
  - 吾川村
- 高岡郡
- 幡多郡

## 歴史

### 3区体制時代
高知県に3選挙区が割り当てられていた時代は、大まかに県中央部（高知市の大半）を1区、県東部を2区、県西部を3区に区分けしていた。
高知県自体がもともと自民党の強いいわゆる「保守王国」であり、3区は自由民主党の山本有二が6戦6勝。対立候補で比例復活を果たしたのは第41回の春名直章（日本共産党）のみであった典型的な「無風区」である。自民党への逆風が吹いた第45回でも、次点の民主党候補に9,712票差まで迫られたが比例復活は許していない。
全国で最も有権者の少ない小選挙区であり、一票の格差問題でも度々取り上げられていた。

### 2区体制移行に伴う廃止
定数削減によって2選挙区となった時、県内を東西に分割する方式をとった。旧1区が半分に分割され、旧2区と合併した東半分が新1区、旧3区と合併した西半分が新2区となる。当時選出枠を独占していた自民党の候補者選定もこれに従い、第47回以降は旧2区の中谷元が新1区、旧3区の山本が新2区にそれぞれ横滑りし、旧1区の福井照は比例四国ブロックに転出した。そのため、名称の上では3区は廃止されたが、選挙区割りや山本の支持基盤の点では、新2区に実質引き継がれているといってよい。

## 小選挙区選出議員
| 選挙名                 | 年     | 当選者   | 党派       |
| ---------------------- | ------ | -------- | ---------- |
| 第41回衆議院議員総選挙 | 1996年 | 山本有二 | 自由民主党 |
| 第42回衆議院議員総選挙 | 2000年 | 山本有二 | 自由民主党 |
| 第43回衆議院議員総選挙 | 2003年 | 山本有二 | 自由民主党 |
| 第44回衆議院議員総選挙 | 2005年 | 山本有二 | 自由民主党 |
| 第45回衆議院議員総選挙 | 2009年 | 山本有二 | 自由民主党 |
| 第46回衆議院議員総選挙 | 2012年 | 山本有二 | 自由民主党 |

## 選挙結果
時の内閣：野田第3次改造内閣 解散日：2012年11月16日 公示日：2012年12月4日 （全国投票率：59.32%（9.96%））
| 当落 | 候補者名 | 年齢 | 所属党派   | 新旧 | 得票数   | 得票率 | 惜敗率 | 推薦・支持 | 重複 |
| ---- | -------- | ---- | ---------- | ---- | -------- | ------ | ------ | ---------- | ---- |
| 当   | 山本有二 | 60   | 自由民主党 | 前   | 80,547票 | 71.30% | ――     | 公明党推薦 | ○    |
|      | 橋元陽一 | 62   | 日本共産党 | 新   | 32,427票 | 28.70% | 40.26% |            |      |

時の内閣：麻生内閣 解散日：2009年7月21日 公示日：2009年8月18日 （全国投票率：69.28%（1.77%））
| 当落 | 候補者名 | 年齢 | 所属党派   | 新旧 | 得票数   | 得票率 | 惜敗率 | 推薦・支持 | 重複 |
| ---- | -------- | ---- | ---------- | ---- | -------- | ------ | ------ | ---------- | ---- |
| 当   | 山本有二 | 57   | 自由民主党 | 前   | 74,489票 | 49.42% | ――     |            | ○    |
|      | 中山知意 | 31   | 民主党     | 新   | 64,777票 | 42.98% | 86.96% |            | ○    |
|      | 村上信夫 | 45   | 日本共産党 | 新   | 10,376票 | 6.88%  | 13.93% |            |      |
|      | 北村健行 | 32   | 幸福実現党 | 新   | 1,079票  | 0.72%  | 1.45%  |            |      |

- 中山(結婚により大野に改姓)は2019年の横浜市議会議員選挙（横浜市港北区選挙区）に立憲民主党公認で立候補し当選。

時の内閣：第2次小泉改造内閣 解散日：2005年8月8日 公示日：2005年8月30日 （全国投票率：67.51%（7.65%））
| 当落 | 候補者名 | 年齢 | 所属党派   | 新旧 | 得票数   | 得票率 | 惜敗率 | 推薦・支持 | 重複 |
| ---- | -------- | ---- | ---------- | ---- | -------- | ------ | ------ | ---------- | ---- |
| 当   | 山本有二 | 53   | 自由民主党 | 前   | 74,072票 | 50.09% | ――     |            | ○    |
|      | 中山知意 | 27   | 民主党     | 新   | 53,718票 | 36.33% | 72.52% |            | ○    |
|      | 本多公二 | 57   | 日本共産党 | 新   | 20,090票 | 13.59% | 27.12% |            |      |

時の内閣：第1次小泉第2次改造内閣 解散日：2003年10月10日 公示日：2003年10月28日 （全国投票率：59.86%（2.63%））
| 当落 | 候補者名 | 年齢 | 所属党派   | 新旧 | 得票数   | 得票率 | 惜敗率 | 推薦・支持 | 重複 |
| ---- | -------- | ---- | ---------- | ---- | -------- | ------ | ------ | ---------- | ---- |
| 当   | 山本有二 | 51   | 自由民主党 | 前   | 84,287票 | 62.68% | ――     |            | ○    |
|      | 川添義明 | 66   | 民主党     | 新   | 33,208票 | 24.69% | 39.40% |            | ○    |
|      | 本多公二 | 56   | 日本共産党 | 新   | 16,981票 | 12.63% | 20.15% |            |      |

時の内閣：第1次森内閣 解散日：2000年6月2日 公示日：2000年6月13日 （全国投票率：62.49%（2.84%））
| 当落 | 候補者名   | 年齢 | 所属党派   | 新旧 | 得票数   | 得票率 | 惜敗率 | 推薦・支持 | 重複 |
| ---- | ---------- | ---- | ---------- | ---- | -------- | ------ | ------ | ---------- | ---- |
| 当   | 山本有二   | 48   | 自由民主党 | 前   | 76,726票 | 61.31% | ――     |            | ○    |
|      | 西村伸一郎 | 56   | 社会民主党 | 前   | 29,147票 | 23.29% | 37.99% |            | ○    |
|      | 大西正祐   | 47   | 日本共産党 | 新   | 19,265票 | 15.40% | 25.11% |            |      |

時の内閣：第1次橋本内閣 解散日：1996年9月27日 公示日：1996年10月8日 （全国投票率：59.65%（8.11%））
| 当落 | 候補者名 | 年齢 | 所属党派   | 新旧 | 得票数   | 得票率 | 惜敗率 | 推薦・支持 | 重複 |
| ---- | -------- | ---- | ---------- | ---- | -------- | ------ | ------ | ---------- | ---- |
| 当   | 山本有二 | 44   | 自由民主党 | 前   | 72,961票 | 56.13% | ――     |            |      |
|      | 広田勝   | 54   | 無所属     | 新   | 37,484票 | 28.84% | 51.38% |            | ×    |
| 比当 | 春名直章 | 37   | 日本共産党 | 新   | 19,549票 | 15.04% | 26.79% |            | ○    |

- 春名は第42回は比例単独候補として当選。第43回は比例単独、第44回以降は1区から立候補もそれぞれ落選。